# Іст-Ноттінгем Тауншип (округ Честер, Пенсільванія)
Іст-Ноттінгем Тауншип (англ. East Nottingham Township) — селище (англ. township) в США, в окрузі Честер штату Пенсільванія. Населення — 8982 особи (2020).

## Демографія
Згідно з переписом 2010 року, у селищі мешкало 8650 осіб у 2667 домогосподарствах у складі 2270 родин. Було 2759 помешкань
Расовий склад населення:
| - 90,0 % — білих - 3,1 % — чорних або афроамериканців - 0,4 % — азіатів - 4,4 % — осіб інших рас |

До двох чи більше рас належало 2,0 %. Частка іспаномовних становила 9,2 % від усіх жителів.
За віковим діапазоном населення розподілялося таким чином: 33,2 % — особи молодші 18 років, 59,8 % — особи у віці 18—64 років, 7,0 % — особи у віці 65 років та старші. Медіана віку мешканця становила 35,0 року. На 100 осіб жіночої статі у селищі припадало 104,0 чоловіків;  на 100 жінок у віці від 18 років та старших — 100,8 чоловіків також старших 18 років.
Середній дохід на одне домашнє господарство  становив 98 407 доларів США (медіана — 82 842), а середній дохід на одну сім'ю — 102 911 долар (медіана — 86 860). Медіана доходів становила 64 013 долари для чоловіків та 48 422 долари для жінок. За межею бідності перебувало 7,3 % осіб, у тому числі 11,7 % дітей у віці до 18 років та 3,5 % осіб у віці 65 років та старших.
Цивільне працевлаштоване населення становило 4225 осіб. Основні галузі зайнятості: освіта, охорона здоров'я та соціальна допомога — 20,8 %, виробництво — 11,2 %, роздрібна торгівля — 10,3 %, науковці, спеціалісти, менеджери — 9,5 %.